# خردة

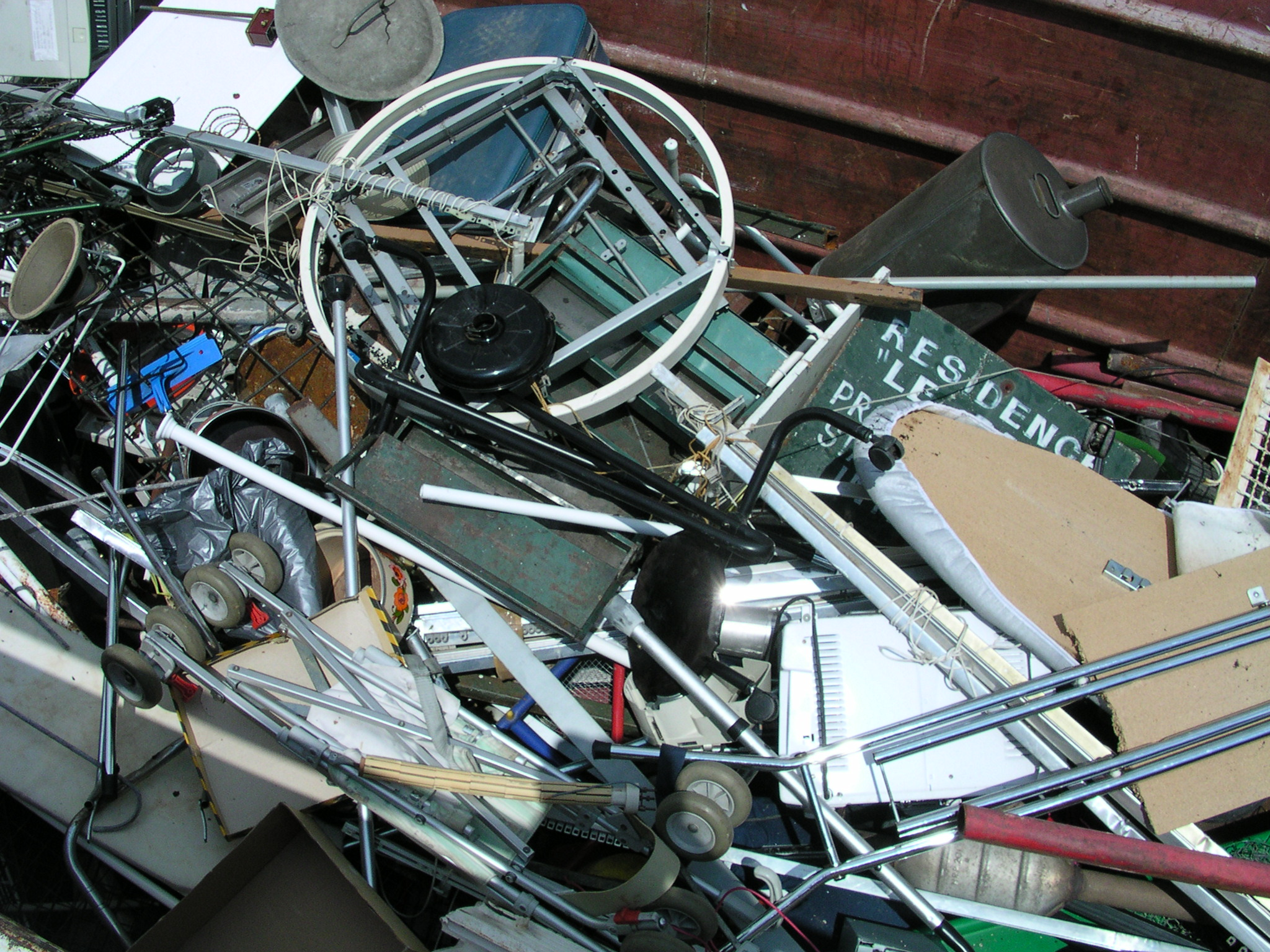

تُستعمل لفظة الخردة للدلالة (من الحديد) النفايات الحديدية أو الحطام من قطع الحديد، من الحديد الزهر أو الحديد الصلب (تسمى المعادن غير الحديدية). ويقال أيضا الخردة هو تاجر خردة.

## التأثيل
يرى البعض أن كلمة خردة كلمة معربة من الكلمة الفارسية «خُرد» وتعني صغير ودقيق ومنه خردُق وهو قطع رصاص كروية صغيرة.

## طبيعة وأصل
يمكن تمييز هذه النفايات بصفة عامة، القابلة للاسترداد وإعادة التدوير. بقايا الحديد المحطمة تتكون أكثر من 90٪ من الحديد وتنقسم إلى ثلاث فئات رئيسية:
1. بقايا حديد نظيفة (صناعة الحديد الصلب) التي يعاد تدويرها كلها تقريبا داخل مصنع التي تنتج منها.
2. بقايا حديد مصنع (للتجهيز و التحويل) تمر عادة من خلال المزاد التجاري في الخردة المعدنية.
3. معادن الخردة التي يُتخلص منها أو ينوي التخلي عنها (حطام السيارات، الأجهزة المنزلية، وعلب ...).

## جمع ومعالجة
يتم فرز النفايات المعدنية الصناعية في شركة أو مجموعة على منصة. إعادة تدوير المهنيين للقيام بعمليات جمع والمعالجة المسبقة (ضغط، وطحن ...).
طلب استرداد استثمارات ضخمة في وسائل المعدنية (المقصات، والطحن، والتفتيت والانفصال) للوصول إلى المواد الخام الثانوية التي يتجاوز فيها سعر البيع غير مؤكد.
اعتمادا على حجم الأشياء، والعملية التطبيقية الأولى هي مختلفة. يتم قطع الكائنات أكثر كبر (خزان) مع الشعلة للعودة إلى أبعاد أصغر (يجب أولا نزع الغاز خزانات الوقود). الشغل طويلة (الحزم البناء الصلب) تمر من خلال القص. الأجسام تتكون أساسا من الصفائح المعدنية (حطام السيارات) أو أصغر (جمع الخردة) تمر من خلال طاحونة. عند مخرج مطحنة، تتم إزالة المعادن المغناطيسية من قبل الكهربائي. ثم، يتم إزالة المعادن غير الحديدية الحالية الدوامة.
استرداد المعادن يسمح الادخار للمواد الخام، فضلا عن توفير الطاقة.
الخردة المستخدمة في صناعة الصلب ومسابك الحديد والصلب.
الصلب المنتجة في فرنسا يأتي إلى المحتوى المعاد تدويره 50٪ (70٪ من الودائع المتاح حاليا في البلاد).